# الإخوان المسلمون في الكويت
يمثل جماعة الإخوان المسلمون في الكويت جمعية الإصلاح الاجتماعي وذراعها السياسي الحركة الدستورية الإسلامية. مرت العلاقة بين الإخوان المسلمين في مصر والكويت بأزمة بعد دخول الجيش العراقي إلى الكويت.
في منتصف الأربعينيات التقى عبد العزيز علي المطوع بحسن البنا في مصر وتبنى قضيته. كان هذا اجتماعًا مرتبًا. وبحسب الزمي، فإن عبد العزيز التقى لأول مرة بمدرس مصري يعمل في بغداد، وكان عضواً في جماعة الإخوان المسلمين. وبعد لقائه بهذا المعلم، تراسل عبد العزيز مع البنا والتقى به في نهاية المطاف في مصر. سعى عبد العزيز إلى ضم كويتيين آخرين إلى الحركة. قام أولاً بضم شقيقه عبد الله علي المطوع، وقدمه إلى البنا في مكة أثناء أداء فريضة الحج.
وسرعان ما انضم كويتيون آخرون إلى الحركة، وجميعهم من عائلات ميسورة الحال. في عام 1947، كان لجماعة الإخوان المسلمين أول مبنى لها في الكويت، وبعد خمس سنوات أسست رسميًا "جمعية الإرشاد الإسلامي". وأصبح عالم الدين الكويتي، يوسف بن عيسى القناعي، رئيسًا للجمعية وعبد العزيز المطوع المشرف العام عليها. وكما وصف أحمد الشرباسي، وهو عضو مصري في جماعة الإخوان المسلمين والذي كان في الكويت في ذلك الوقت، بإن الجمعية كانت تهدف إلى "نشر الثقافة الإسلامية بين الجيل الجديد"، و"توجيه الأمة حسب دينها وتاريخها المجيد". و"إظهار الإسلام كعقيدة ومنهج حياة".

## جمعية الإرشاد الإسلامي
تم انتخاب عبد العزيز العلي المطوع كأول مراقب عام لجمعية الإرشاد الإسلامي، في حين تولى رئاسة الجمعية الشيخ يوسف بن عيسى القناعي الذي ينتمي عائلياً للمطوع. كانت الأهداف المعلنة لجمعية الإرشاد الإسلامي تتمثل في نشر الثقافة الإسلامية وبعث روح التدين وعرض الإسلام على أنه عقيدة ونظام عالمي صالح لمعالجة المشاكل الاقتصادية والاجتماعية.
كانت العضوية في الأندية والهيئات الشعبية الكويتية التي تم إشهارها في الخمسينات تسمح بالعضوية العاملة للمواطنين والعرب الوافدين. وقد استغلت جماعة الإخوان المسلمين هذه الفرصة ودفعت بأعضائها إلى الانتساب لهذه الجمعية وكان من بينهم زهدي أبو العز والشيخ عبد العزيز السيسي وغيرهما من المنتمين لجماعة الإخوان من المصريين الذين هربوا إلى الكويت بعد مطاردتهم من قبل النظام الناصري، وقد كان لهم دور كبير سواء على مستوى التثقيف أو التنظيم. وبالرغم من التنظيم الجيد الذي يتميز به الإخوان المسلمون إلا أن انتشارهم الجماهيري كان محدودا، إذ تفوق عليهم القوميون العرب في هذا المجال، وأصبحت جميع الأندية الرياضية والثقافية والهيئات الشعبية الأخرى تحت سيطرة فرع "حركة القوميين العرب" في الكويت.
خلال الفترة 1952-1959 التي اتسمت بالليبرالية، استغلت جماعة الإخوان المسلمين - ممثلة بجمعية الإرشاد الإسلامي - مرحلة خمودها الاجتماعي لنشر فكرها الأيديولوجي وكسب عدد من الأعضاء، وأصدرت الجمعية في عام 1952 مجلتها تحت اسم "الإرشاد". في فبراير عام 1959 أقدمت الحكومة الكويتية لأسباب سياسية على إغلاق جميع الأندية الرياضية والثقافية والهيئات الشعبية - واستمر الوضع حتى يونيو1961 عندما حصلت الكويت على استقلالها عن بريطانيا وإنهاء معاهدة 1899- باستثناء "جمعية الإرشاد الإسلامي" التي لم يشملها قرار الحل الذي أصدره الشيخ عبد الله المبارك، نائب الأمير في ذلك الوقت، على اعتبار أنها جمعية دينية وليست سياسية. لكن كان الهدف الحقيقي لعدم حلها هو إضعاف الحركة القومية التي كانت أكثر شعبية ومتسيدة الساحة السياسية والتي كانت تتخوف منها السلطة الكويتية بسبب الزخم القومي في الكويت المؤيد للرئيس جمال عبد الناصر، وقد استفادت الجماعة من هذا الوضع باستمرار نشاطاتها.

## جمعية الإصلاح الإجتماعي
بعد انتهاء الحماية البريطانية على الكويت رسميًا في 19 يونيو 1961 وإعلان إستقلال الكويت، أصدر الشيخ عبد الله مرسومًا أميريًا في يناير 1962 للدعوة إلى انتخاب هيئة لصياغة دستور البلاد الجديد. افتتح مجلس الأمة الكويتي أولى جلساته في 29 يناير 1963 بموجب دستور عام 1962، برئاسة عبد اللطيف محمد ثينان الغانم ونائبه أحمد الخطيب.
في 8 يونيو 1963م، اجتمع ثلاثون شخصاً من أعضاء جماعة الإخوان المسلمين في الكويت وجمعية الإرشاد الإسلامي التي تم حلها، ومناصريهم في ديوان فهد الحمد الخالد، وقرروا تأسيس جمعية الإصلاح الاجتماعي ؛ في 11 يونيو 1963 تم إقرار القانون الأساسي للجمعية؛ (تم إشهار جمعية الإصلاح الاجتماعي بتاريخ 22 يوليو 1963 م، طبقاً لأحكام القانون رقم 24 لسنة 1962 م، ونشر هذا الإشهار في الجريدة الرسمية (كويت اليوم) بالعدد رقم (438) الصادر بتاريخ 04 أغسطس 1963 م. سجلت جمعية الإصلاح الاجتماعي في سجلات وزارة الشؤون الاجتماعية والعمل تحت رقم(14)).
وتعد هذه الجمعية استمراراً لجمعية الإرشاد الإسلامي، وقد تولى رئاسة الجمعية يوسف النفيسي، وبعد ذلك أصبح يوسف الحجي رئيسا لها. ثم تولى رئاسة الجمعية عبد الله علي المطوع. وفي عام 1964 دخل مجلس الوزراء شخصية متعاطفة مع الإخوان، وهو يوسف الرفاعي، وزيراً للبريد والبرق والهاتف. واحتفظ الرفاعي بهذه الوزارة لمدة عامين ثم أصبح وزيرا للدولة لشؤون مجلس الوزراء لمدة عامين آخرين. قامت الجمعية بالمزيد من الأنشطة الخيرية خارج الكويت، حيث أنشأت منظمة أخرى عام 1984 تابعة لجمعية الإصلاح وسميت بـ "لجنة الدعوة الإسلامية" والتي كرست أنشطتها في باكستان وأفغانستان (حتى عام 1991)، واللتين كانتا مركزين للأنشطة الخيرية الإسلامية من جميع أنحاء العالم الإسلامي بسبب القتال ضد الاتحاد السوفيتي آنذاك.
وفي عام 1965 بدأت الجمعية في نشر "نشرة الإصلاح" (تحولت في عام 1970 إلى "مجلة المجتمع")، ومن خلال جمعية الإصلاح، نظمت الحركة أنشطة ثقافية ودينية وتواصلت مع مجموعات متنوعة، على سبيل المثال، أسست الحركة أول مركز قرآني لها في عام 1968 وافتتحت المزيد منها خلال السنوات التالية. بلغ عدد الأعضاء المسجلين رسميا في سجلات الجمعية حتى عام 1989 -1170 عضوا. ولم تختلف الأهداف المعلنة لـ جمعية الإصلاح الاجتماعي كما نص عليها النظام الأساسي للجمعية الصادر في عام 1963 عن الأهداف المعلنة لجمعية الإرشاد الإسلامي.
كانت المادة التثقيفية لأعضاء التنظيم تعتمد على تدريس كتب حسن البنا وسيد قطب والمودودي والندوي وسيد سابق ويوسف القرضاوي ومصطفى السباعي، ويعتمد النظام الداخلي لجماعة الإخوان المسلمين على مبادئ ثلاثة: ١- الانتقائية في الاختيار، ٢- التدرج في الترقية، ٣- الضبط والربط والطاعة؛ ويماثل هذا التقسيم التنظيمي، تقسيم جماعة الأخوان المسلمين في مصر كما ورد في اللائحة الداخلية للإخوان المسلمين والذي يعتمد على بناء تنظيمي يُعد فيه المرشد العام للجماعة هو الحاكم والحكم، وله القول الفصل في جميع القضايا المتعلقة بالتنظيم. لهذا فأن جميع المراتب التنظيمية ترتبط به. يأتي بعد المرشد العام، المكتب العام للإرشاد، والهيئة التأسيسية. يتكون مكتب الإرشاد من 12-20عضوا، والهيئة التأسيسية من 100-150عضوا. ويتشكل من المكتب العام للإرشاد والهيئة التأسيسية مجلس الشورى العام وتأتي بعد ذلك المراتب التنظيمية القاعدية ابتدأ من الشعبة ثم يليها المنطقة، ثم المكتب الإداري المسؤول عن الولاية أو المحافظة، بعد ذلك تأتي الأسر التي تضم خمسة أعضاء.
شارك ممثلو جماعة الإخوان المسلمين وأنصارهم من التيار الديني في أول انتخابات برلمانية عامة تشهدها الكويت لانتخاب أول مجلس تأسيسي في الكويت عام 1962، وكانت مهمة المجلس الأساسية هي وضع دستور للكويت. وخسرت الجماعة الانتخابات وفاز مرشحوا حركة القوميين العرب وحققوا نتائج كبيرة. في انتخابات مجلس الأمة لعام 1963، حصلت جماعة الإخوان المسلمين على مقعد واحد فقط في مجلس الأمة (ممثل بـ يوسف هاشم الرفاعي عن الدائرة الانتخابية الأولى - الشرق).
بعد هجمات 11 سبتمبر 2001، تم وضع جمعية الإصلاح، وخاصة اللجنة التابعة لها، لجنة الدعوة الإسلامية، تحت المراقبة، حيث كانت الأخيرة تعمل في بعض الجمعيات الخيرية في الأماكن التي كان ينشط فيها تنظيم القاعدة وأتباعه، مثل الشيشان وآسيا الوسطى. وفي الواقع، وبناءً على طلب فرنسا، أضافت الأمم المتحدة اللجنة إلى قائمتها لتمويل الإرهاب. وفي يناير/كانون الثاني 2009، أضافت الولايات المتحدة اللجنة أيضًا إلى قائمتها للمنظمات التي تساعد أو ترعى دعم الأعمال الإرهابية.

## الأخوان ومجلس الأمة الكويتي

#### انتخابات 1981
عندما أعلنت السلطة الكويتية عن إجراء انتخابات الفصل التشريعي الخامس في فبراير عام 1981، شاركت جماعة الإخوان المسلمين بعدد من المرشحين، وتميزت نتائج هذه الانتخابات بسقوط معظم مرشحي اليسار والقوميين المنتمين للتجمع الديموقراطي والتجمع الوطني ونجاح مرشحي الجماعات الإسلامية. واستطاع الإخوان أن يفوزوا بمقعدين، تمثلا في عضوي مجلس الأمة حمود الرومي وعيسى ماجد الشاهين.
دخل الإخوان الانتخابات تحت شعار تعديل المادة الثانية من الدستور والسعي إلى أسلمة القوانين، وقد نجحت الجماعة في إقرار بعض من مشاريع القوانين مثل:
1- قانون تحريم شرب وبيع الخمور والمسكرات في السفارات والهيئات الأجنبية المقيمة في الكويت.
2- قانون يمنح الجنسية الكويتية فقط للمسلم.

#### انتخابات 1985
في انتخابات عام 1985، تنافس تسعة من الإخوان، وتمكن أربعة منهم من الوصول إلى البرلمان: حمود الرومي، عبد العزيز عبد اللطيف المطوع، عبد الله النفيسي، ومبارك فهد الدويلة. بدأ نواب الإخوان في اتخاذ موقف تصادمي متزايد تجاه النظام، ودعموا التحقيقات البرلمانية في قضايا الفساد التي تورطت فيها شخصيات رفيعة المستوى. وعندما قام حاكم الكويت بحل البرلمان عام 1986، انضمت جماعة الإخوان المسلمين إلى الجماعات السياسية الأخرى في معارضة هذه الخطوة.
بعد حل مجلس الأمة سادت البلاد أجواء متوترة ما بين المعارضة السياسية والسلطة الكويتية حيث أقدم جهاز أمن الدولة على ملاحقة نواب المجلس المنحل ومراقبة الجمعيات والهيئات الشعبية والعمالية والطلابية. وفي ظل هذه الأجواء انضمت جماعة الإخوان المسلمين إلى المعارضة السياسية الكويتية التي تضم اليسار والقوميين العرب، حيث أصدرت بيانا يندد بإجراءات الحل وصادقت على هذا البيان أربع مجموعات سياسية، منها: التجمع الوطني، التجمع الديموقراطي، التجمع القومي، والتجمع الإسلامي.

### الحركة الدستورية
في عام 1989، ساهم الإخوان المسلمون في تأسيس الحركة الدستورية التي ضمت جميع القوى السياسية، ومما جاء في البيان التأسيسي للحركة الدستورية: "أنها حركة شعبية كويتية تضم في صفوفها جميع المواطنين الكويتيين المؤمنين بالشرعية الدستورية وبالدستور الكويتي باعتباره الإطار القانوني لنظام الحكم والتشريع". ورغم أن جماعة الإخوان المسلمين ساهمت في تأسيس المجلس الوزاري، إلا أنها لم تشجع أعضائها على المشاركة الفعالة في التجمعات والمسيرات الشعبية.
وفي ظل الاحتلال العراقي للكويت، 2 أغسطس 1990، انخرط أعضاء جماعة الإخوان المسلمين في الداخل في صفوف المقاومة المدنية الكويتية ولعبوا دورا في التنظيم والإشراف على الجمعيات التعاونية، كما تعاونوا مع القوى السياسية الأخرى على تأمين المواد التموينية للمواطنين. وفي الخارج شاركت قيادات الجماعة التي خرج معظمها من الكويت أثناء الاحتلال في المؤتمر الشعبي في جدة الذي عقد في الثالث عشر من أكتوبر عام 1990. بعد تحرير الكويت من الاحتلال العراقي على يد قوات التحالف و في مارس عام 1991 تم تأسيس الحركة الدستورية الإسلامية، التي تعتبر امتدادا 'لجماعة الإخوان المسلمين' في الكويت، وأصبح جاسم مهلهل الياسين رئيساً للحركة الإسلامية وعيسى الشاهين المتحدث الرسمي باسمها. وما تزال الحركة فاعلة في المجتمع والنظام السياسي الكويتي، وبشكل متنام بفضل التحالف مع السلطة السياسية.
وبحسب الحركة، فهي تنطلق من ثلاث دعامات أساسية:
أولاً - الإسلامية: فهي تسعى جاهدة لتطبيق أحكام الشريعة الإسلامية السمحاء، وتنطلق في رؤاها الوطنية الإصلاحية المختلفة من تعاليم الدين الإسلامي، باعتباره نظام شامل لجوانب حياة المسلم كلها.
ثانياً - الدستورية: فهي تلتزم باعتبار دستور 1962م القانون الأساسي الواجب الاحترام والإتباع في الدولة، وتدافع عن حقوق المواطنين والمقيمين الدستورية، داعمة جهود تطويره لمزيد من المشاركة الشعبية والحريات العامة.
ثالثاً - الشعبية: فالحركة كيان شعبي، يدار من متطوعين من أبناء الشعب الكويتي، ويستهدف تحقيق الصالح العام للشعب، بعيداً عن الصالح الشخصي لمجاميع الضغط وعصابات الفساد المنظمة.
في انتخابات عام 1992، أيدت الحركة الدستورية الإسلامية رسمياً سبعة من الإخوان الكويتيين ونحو عشرين مرشحاً من جماعات أخرى. دخل خمسة من الإخوان وعشرة مرشحين آخرين مدعومين من الحركة الإسلامية إلى البرلمان. وسعياً منها للاستفادة من الشعبية التي كانت تتمتع بها، تمكنت الحركة الدستورية الإسلامية من تمرير مقترح في البرلمان يقضي بتعديل المادة 2 من الدستور وذلك بدعم من مجموعات أخرى. لكن حاكم الكويت اعترض على التعديل.
أقرت جماعة الإخوان المسلمين، إلى جانب السلفيين، اقتراحًا في منتصف التسعينيات يقضي بالفصل بين الجنسين في جامعة الكويت. وكان من المقرر تنفيذ هذا الفصل تدريجياً على مدى خمس سنوات. بعد ذلك اتخذ النظام في الكويت إجراءات ضد جماعة الإخوان المسلمين في منتصف التسعينيات. أولاً، تم فصل عبد الله الهاجري وجمعان العازمي من منصبيهما الوزاريين في تعديل وزاري عام 1994. كما تم إقالة محمد الشايع من منصبه في المجلس البلدي. وفي عام 1996، فرض النظام ضوابط أكثر صرامة على الموارد المالية للإخوان، مثل تنظيم جمع الصدقات في المساجد. وقام النظام بحل التعاونيات الاستهلاكية، التي كان الإخوان من خلالها يوزعون الغذاء والدواء أثناء الغزو العراقي.
في انتخابات عام 1999، فاز أربعة من الإخوان بمقاعد في البرلمان، على الرغم من تنافس ثلاثة عشر منهم في الانتخابات. وبالتعاون مع إسلاميين آخرين، أصدر أعضاء الإخوان قانوناً آخر يجعل الفصل في مؤسسات التعليم العالي إلزامياً بعد فشل جامعة الكويت في تنفيذ القانون سابقاً. ونجحت جماعة الإخوان المسلمين في عرقلة التشريع الذي تقدم به حاكم الكويت والذي أعطى المرأة حق التصويت.
في عام 2003، وصل اثنان فقط من الإخوان إلى البرلمان، على الرغم من أن أحد عشر إخوانيًا تنافسوا مع مرشحين آخرين في الانتخابات. لقد أدى هذا التراجع الانتخابي إلى تغيير قيادة الحركة الدستورية الإسلامية عام 2003، حيث حل بدر الناشي الأصغر سناً محل عيسى ماجد الشاهين كأمين عام.